# Manas (Russland)
Manas (russisch Мана́с) ist eine Siedlung städtischen Typs in der Republik Dagestan in Russland mit 5357 Einwohnern (Stand 14. Oktober 2010).

## Geographie
Der Ort liegt etwa 30 km Luftlinie südsüdöstlich der Republikhauptstadt Machatschkala am östlichen Rand des Großen Kaukasus, etwa 3 km entfernt von der Küste des Kaspischen Meeres entfernt. Er befindet sich am linken Ufer des Flusses Manasosen („Manas-Fluss“).
Manas gehört zum Rajon Karabudachkentski und liegt knapp 10 km östlich von dessen Verwaltungszentrum Karabudachkent. Es ist Sitz und einzige Ortschaft der Stadtgemeinde (gorodskoje posselenije) Possjolok Manas. Über die Hälfte der Einwohner sind Darginer, ein gutes Viertel Kumyken (im nahen Dorf Manaskent leben dagegen überwiegend Kumyken).

## Geschichte
Der Ort entstand im Zusammenhang mit dem Bau der Eisenbahnstrecke Rostow am Don – Baku, nachdem dort 1900 die zum etwa 2 km nordöstlich gelegenen Dorf Manaskent gehörige Bahnstation Manas eröffnet worden war. Die Stationssiedlung und das Dorf waren lange eine zusammengehörige Ortschaft. 1965 erhielt sie den Status einer Siedlung städtischen Typs. In den 1990er-Jahren wurde das ursprüngliche Dorf selbständig; beide Orte, Siedlung städtischen Typs und Dorf, trugen zunächst weiter den gleichen Namen Manaskent. Am 25. Mai 2005 wurde die Siedlung im Rahmen der administrativen Verwaltungsreform in Manas umbenannt, angepasst an den Namen der Bahnstation.

### Bevölkerungsentwicklung
| Jahr | Einwohner |
| ---- | --------- |
| 1970 | 2506      |
| 1979 | 3108      |
| 1989 | 3593      |
| 2002 | 4872      |
| 2010 | 5357      |

Anmerkung: Volkszählungsdaten

## Verkehr
Westlich wird die Siedlung von der föderalen Fernstraße R217 Kawkas (zugleich Teil der Europastraße 119) umgangen, die zur aserbaidschanischen Grenze führt. Beim Ort zweigt die Regionalstraße 82K-011 (früher R280) ab, die über das Rajonzentrum Karabudachkent im Bogen durch das Randgebiet des Kaukasus über Gubden nach Sergokala zurück zur R217 bei Perwomaiskoje unweit von Isberbasch verläuft.
In Manas befindet sich die gleichnamige Bahnstation bei Kilometer 2319 (ab Moskau) der auf diesem Abschnitt 1900 eröffneten und seit 1978 elektrifizierten Strecke Rostow am Don – Machatschkala – Baku.